# Rémy Vercoutre
Rémy Vercoutre (Grande-Synthe, 1980. június 26. –) francia labdarúgó, jelenleg a Montreal Impact kapusedzője.

## Pályafutása
A Montpellier csapatánál kezdte pályafutását. Itt 1998-tól 2002-ig játszott. Ezután 2002-2004-ig az Olympique Lyonban futballozott. Aztán 2004-2005-ig, vagyis mindössze egy szezont játszott az RC Strasbourg-nál, ahol csak 8 meccsen léphetett pályára, az együttessel Ligakupát nyert, ahol a döntőben ő védett. 2005-re visszakerült a Lyon-hoz. A csapattal összesen öt bajnoki címet ünnepelhetett. 2012-től, Hugo Lloris távozásával ő lett az együttes első számú kapusa. 2014 júliusában a Caen csapatához szerződött, ahol 2018-ig játszott.

## Sikerei, díjai
- Francia bajnok: 2003, 2004, 2006, 2007, 2008
- Francia Kupa-győztes: 2008, 2012
- Francia Ligakupa-győztes: 2005
- Francia Szuperkupa-győztes: 2003, 2004, 2006, 2007, 2012